# Monotrema arthrophyllum
Monotrema arthrophyllum är en gräsväxtart som först beskrevs av Moritz August Seubert, och fick sitt nu gällande namn av Bassett Maguire. Monotrema arthrophyllum ingår i släktet Monotrema och familjen Rapateaceae. Inga underarter finns listade i Catalogue of Life.